# Christian Friedrich Lechler
Christian Friedrich Lechler (* 7. Juli 1820 in Ellwangen; † 18. August 1877 in Wildbad) war ein deutscher Apotheker und Lackfabrikant.

## Leben
Lechler besuchte in Ellwangen die Schule und begann mit 14 Jahren seine Lehre in der Apotheke Schwarz in Aalen. Er arbeitete als Gehilfe in Stuttgart, Reutlingen, Weinfelden, Würzburg, Weilburg, Fürth und Crailsheim. Anschließend studierte er von 1843 bis 1844 Pharmazie an der Universität Tübingen und bestand dort 1844 das Apothekerexamen. Zwei Jahre später kaufte er die Apotheke in Böblingen. 1851 verkaufte er die Apotheke wieder und zog nach Mannheim, um mit der Herstellung von schwarz-weiß lackierten Schreibtafeln an Stelle von Schiefertafeln. Nachdem die Herstellung dieser gescheitert war, zog er nach Stuttgart und begann dort mit der Produktion von Lacken und Firnissen. Aus seiner kleinen Lackküche wurde im Jahre 1856 die „Wagenlack- und Firnisfabrik von Christian Lechler“. 1871 wurde die Firma nach Feuerbach verlegt und sein Sohn Paul trat als Teilhaber ein, wodurch ein unerwarteter Geschäftsaufstieg begann.
Das Lebenswerk von Lechler lässt sich in zwei Teile unterteilen: zum einen die eher unbefriedigende Zeit als Apothekeninhaber in Böblingen, zum anderen in den erfolgreichen zweiten Anlauf als Lackfabrikant.
Die Apothekerlaufbahn wurde durch einen Streit mit dem Arzt und durch den Mangel seine wissenschaftlichen Kenntnissen zu verwerten belastet.
Als Lackfabrikant war er sehr erfolgreich und seine großzügig soziale Einstellung kam zu Tage. Er beteiligte seine langjährigen Mitarbeiter am Gewinn und stellte ab 1875 jährlich 10 % des Reingewinns für wohltätige Zwecke zur Verfügung.
In den Stiftungen seines Sohnes, dem Deutschen Institut für Ärztliche Mission (gegründet 1906) und dem Tropengenesungsheim (gegründet 1916) in Tübingen, lebt sein Name weiter.